# Mats Bergmans (musikalbum från 1992)
Mats Bergmans är ett album från 1992 av det svenska dansbandet Mats Bergmans.

## Låtlista
1. Tusen tack för alla dessa år (Paul Sahlin)
2. För dina blåa ögons skull (J.Thunqvist-K.Svenling)
3. Två mörka ögon (Bert Månson)
4. Jeannie (Norell-Bard-Oson-K.Almgren)
5. Bruna ögon (H.Backström-P.Bergqvist)
6. Störst av allt är ändå kärleken (Peter Grundström)
7. Kalifornien (Matts Lindblom)
8. Ett av dom sätt (Peter LeMarc)
9. Är det vad du vill (M.Klaman-Keith Almgren)
10. Vild och kär (O.Hallstedt)
11. Jag ångrar mig inte en sekund (Fleming-Morgan-Quillen-Forsman)
12. Tycker om dig (Gianco-Piretti-Sanjust)